# Emma Carney
Emma Carney (Eltham, 29 juli 1971) is een Australisch triatlete en duatlete. Ze werd tweemaal wereldkampioene triatlon op de olympische afstand en meervoudig Australische kampioen op diverse afstanden.
Haar eerste triatlon ooit die ze deed (WK 1994) wist ze gelijk te winnen. Drie jaar later won ze deze titel opnieuw. Ze won ook driemaal de ITU wereldbeker (1995, 1996, 1997).

## Titels
- Wereldkampioen triatlon op de olympische afstand: 1994, 1997
- Australisch kampioen triatlon op de lange afstand: 2000
- Australisch kampioen triatlon op de olympische afstand: 1995, 1997, 1998
- Australisch kampioen triatlon Sprint: 1994, 1995, 1996, 2000

## Prijzen
- ITU wereldbeker triatlon : 1995, 1996, 1997

## Belangrijkste prestaties

### triatlon
- 1994:  WK olympische afstand in Wellington - 2:03.19
- 1995: 7e WK olympische afstand in Cancún - 2:07.06
- 1996:  WK olympische afstand in Cleveland - 1:51.43
- 1997:  WK olympische afstand in Perth - 1:59.22
- 1999:  WK olympische afstand in Montreal - 1:56.19
- 2000:  Triatlon van Edmonton
- 2000: 7e WK olympische afstand in Perth - 1:55.56
- 2003: DNF WK olympische afstand in Queenstown

### duatlon
- 1999:  WK olympische afstand in Huntersville - 1:56.52

1989: Erin Baker ·
1990: Karen Smyers ·
1991: Jo-Anne Ritchie ·
1992: Michellie Jones ·
1993: Michellie Jones ·
1994: Emma Carney ·
1995: Karen Smyers ·
1996: Jackie Gallagher ·
1997: Emma Carney ·
1998: Joanne King ·
1999: Loretta Harrop ·
2000: Nicole Hackett ·
2001: Siri Lindley ·
2002: Leanda Cave ·
2003: Emma Snowsill ·
2004: Sheila Taormina ·
2005: Emma Snowsill ·
2006: Emma Snowsill ·
2007: Vanessa Fernandes ·
2008: Helen Jenkins ·
2009: Emma Moffatt ·
2010: Emma Moffatt ·
2011: Helen Jenkins ·
2012: Lisa Nordén ·
2013: Non Stanford ·
2014: Gwen Jorgensen ·
2015: Gwen Jorgensen ·
2016: Flora Duffy ·
2017: Flora Duffy ·
2018: Vicky Holland ·
2019: Katie Zaferes ·
2020: Georgia Taylor-Brown ·
2021: Flora Duffy